# Stroomlijnmaterieel

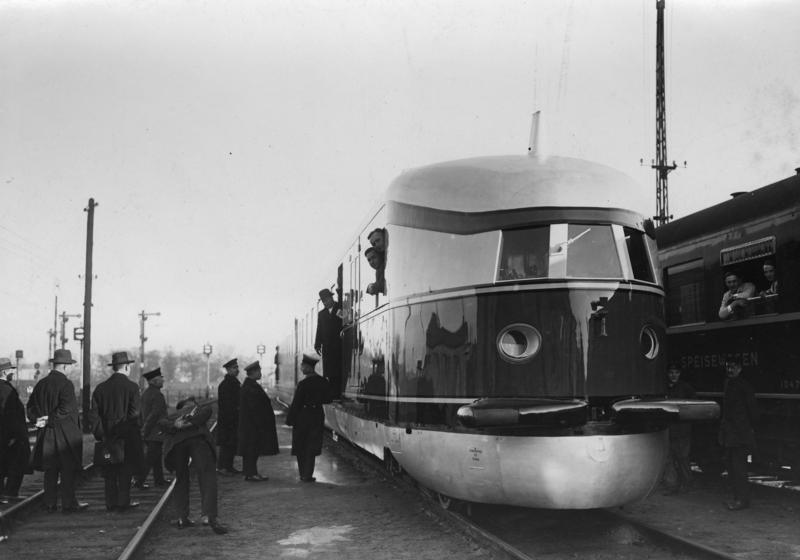
"Fliegender Hamburger"

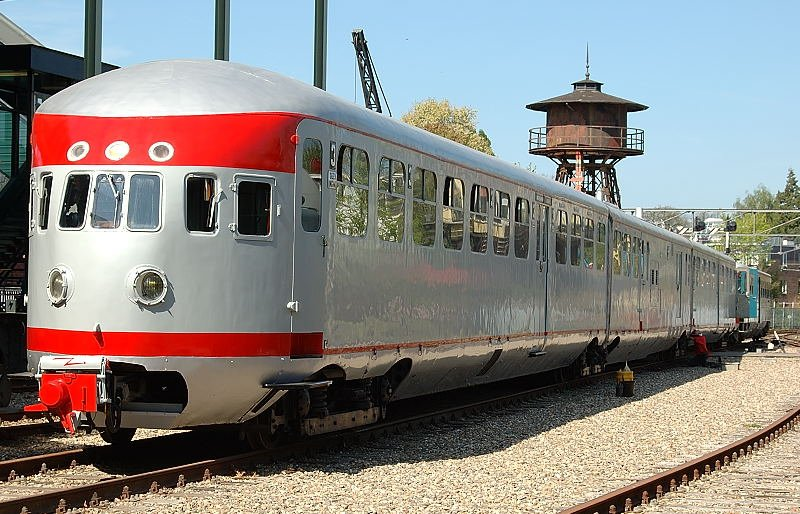
Materieel '34 in het Nederlands Spoorwegmuseum.

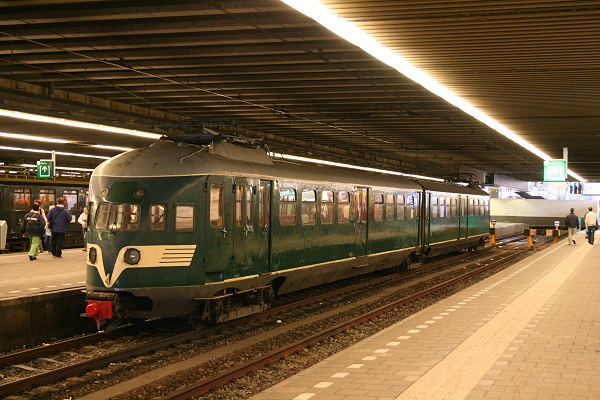
Materieel '36 te Den Haag Centraal.

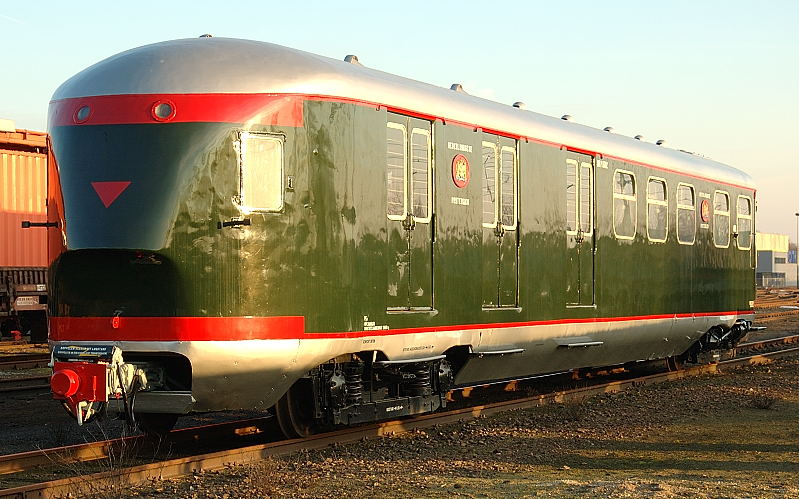
Stroomlijnpostrijtuig te Blerick.

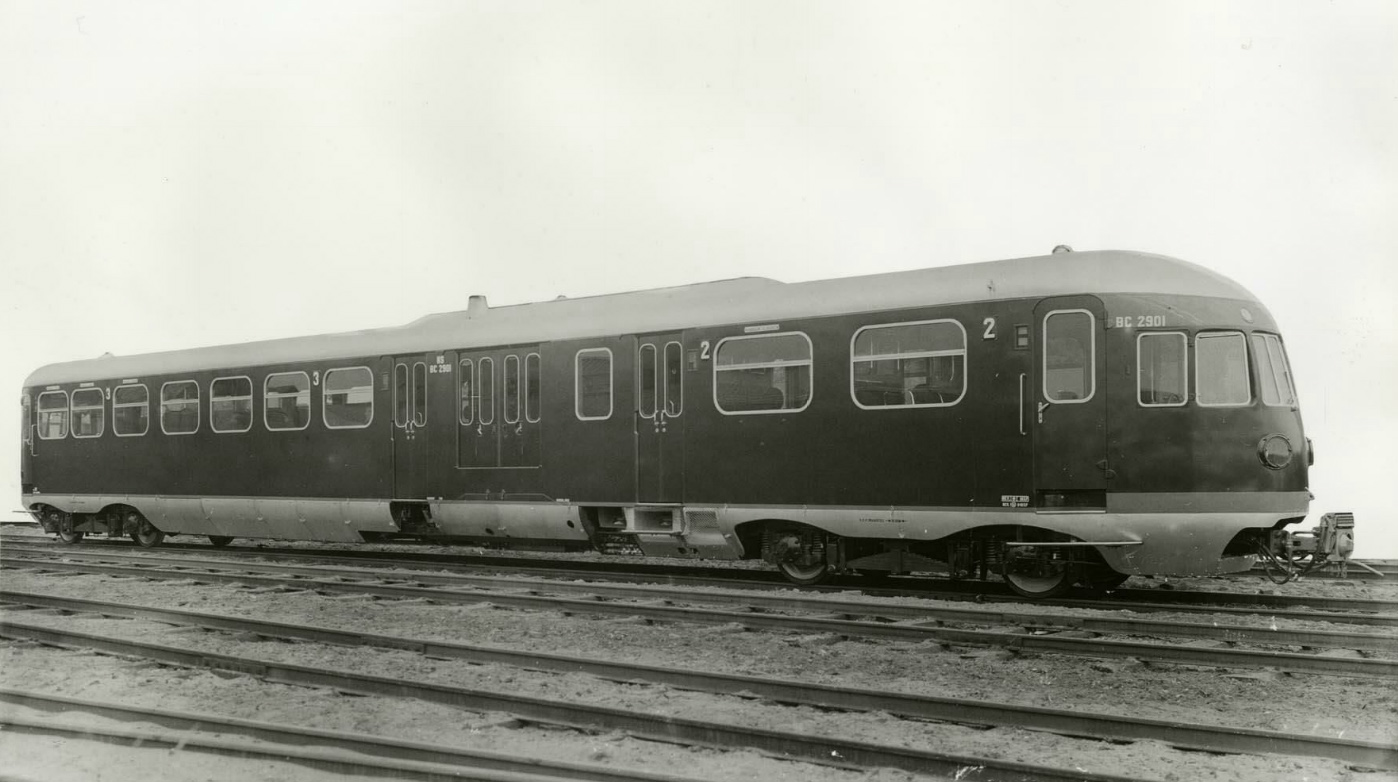
omBC-motorrijuig op het terrein van Werkspoor.

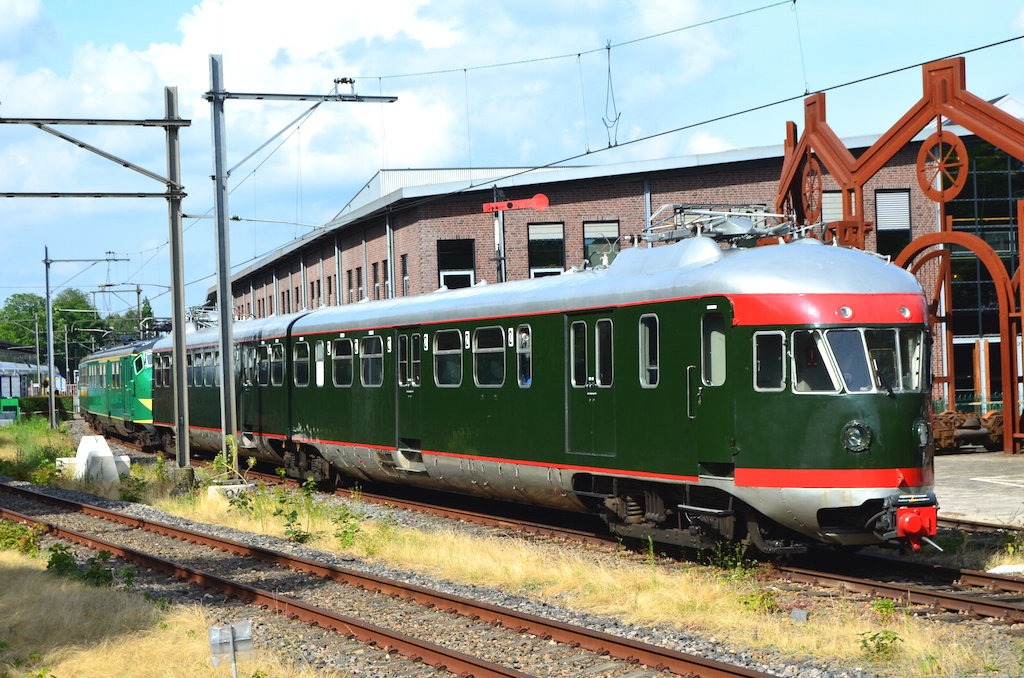
Materieel '46 in het Spoorwegmuseum.

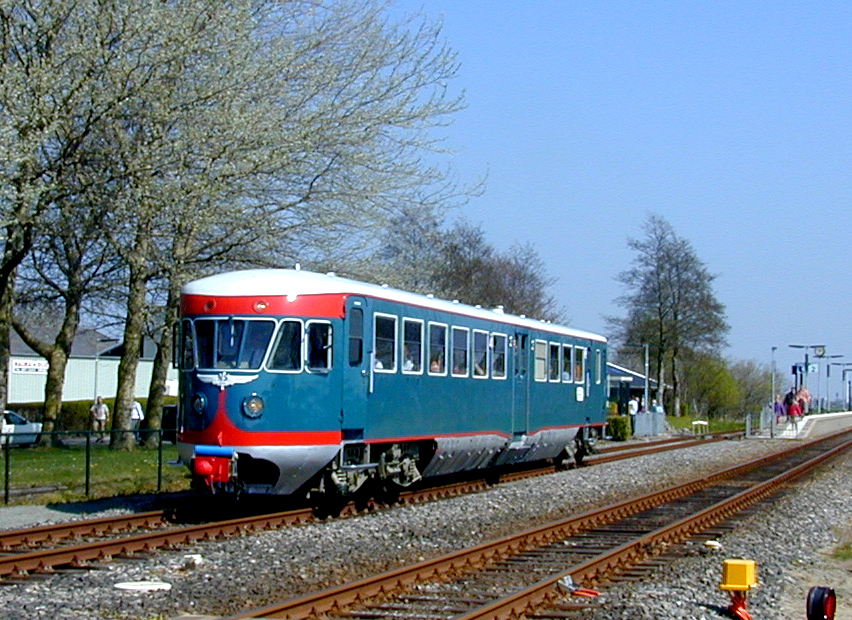
Blauwe Engel te Dronrijp.

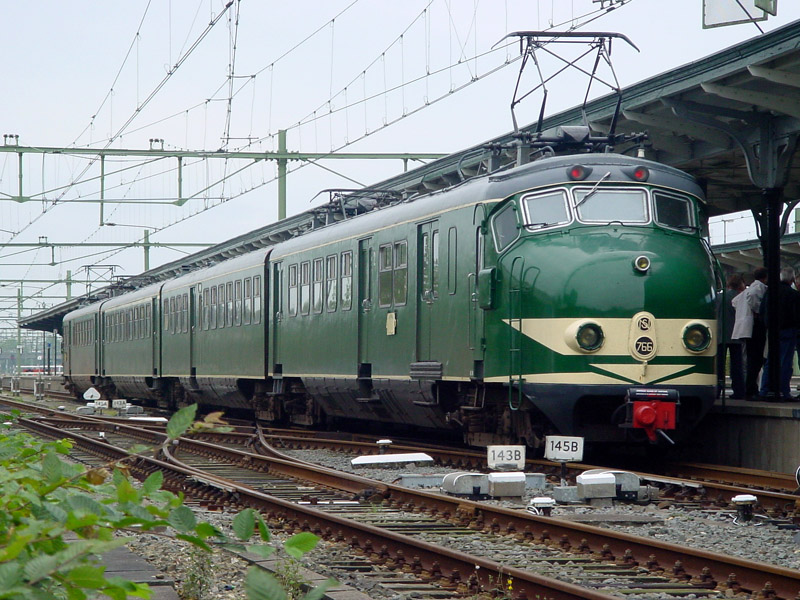
Hondekop-treinstel.

Stroomlijnmaterieel werd op spoorwegen vanaf begin jaren 1930 in dienst gesteld. In de Verenigde Staten werd dit soort materieel streamliner genoemd.
Dankzij de stroomlijnvorm, waardoor de luchtweerstand verminderde, en met een lichtere bouwwijze ten opzichte van de treinen die tot dan toe waren gebouwd, konden op een economische wijze hogere snelheden worden bereikt dan met bestaand materieel.
De eerste trein waarbij dit principe werd toegepast was de Fliegende Hamburger, een dieseltrein die in 1932 een snelle dienst tussen Berlijn en Hamburg ging onderhouden.

## Stroomlijnmaterieel in Nederland

### Dieseltreinstellen
In 1934 introduceerden de Nederlandse Spoorwegen de stroomlijnvorm met de dieselelektrische driewagentreinen die snelle diensten tussen de grote steden gingen verzorgen. Dit materieel werd bekend onder de naam 'Dieseldrie' of Materieel '34.
Niet alleen de stroomlijnvorm was revolutionair, maar ook de lichtgrijze kleur (in plaats van het gebruikelijke olijfgroen) en de comfortabele inrichting, ook in de derde klasse, sprak tot de verbeelding. Door middel van automatische koppelingen van het type Scharfenberg konden de stellen in treinschakeling rijden.
In 1940 werden ook vijfwagentreinstellen van dit type aangeschaft die als 'Dieselvijf' werden aangeduid en grotere cabineruiten hadden. Deze serie, die in treinschakeling kon rijden met de Dieseldrie, was vooral bedoeld voor het langeafstandsverkeer, maar door het uitbreken van de Tweede Wereldoorlog en de gewijzigde inzichten over elektrificatie daarna, is dat nauwelijks uit de verf gekomen.

### Elektrische treinstellen
Deze treinen waren, ondanks de kinderziekten, een groot succes en vervolgens werden vanaf 1935 ook elektrische treinstellen met stroomlijnvorm gebouwd. De eerste serie bestond uit acht tweewagenstellen voor de Hoekse Lijn (Materieel '35). Voor de elektrificatie van het Middennet werd een grote serie aangeschaft, het Materieel '36.
Enkele jaren later kwam een iets gewijzigde uitvoering, Materieel '40, op de baan. Deze treinstellen hadden iets grotere cabineruiten en kwamen overeen met de Dieselvijf. Ze werden als elektrische twee- en vijfwagenstellen gebouwd.

### Stroomlijnpostrijtuigen
Ook gestroomlijnd, maar dan zonder cabine en eigen aandrijving, waren de stroomlijnpostrijtuigen, type Pec, die met de stroomlijntreinstellen meegevoerd werden. Zij werden tussen 1938 en 1950 gebouwd en afgevoerd tussen 1966 en 1979.

### Dieselmotorrijtuigen
In 1937 werd een kleine serie van acht vierassige motorrijtuigen met dieselmechanische aandrijving aangeschaft voor de dienst op secundaire lijnen. Dit type omBC had dezelfde kopvorm als de later geleverde Dieselvijf en het Materieel '40. Na de oorlog waren nog maar drie exemplaren bedrijfsvaardig; zij werden in 1952 afgevoerd. Eén omBC-motorrijtuig heeft daarna nog tot 1961 dienstgedaan als directie- en inspectierijtuig van de NS.

### Materieel '46
De na de Tweede Wereldoorlog aangeschafte treinstellen kregen een weer iets gewijzigde kopvorm. Het in 1946 bestelde Materieel '46 kreeg een iets versterkte kop waardoor deze iets spitser werd en de ruiten schuin naar voren kwamen te staan. Soms werd hiervoor de bijnaam 'Muizeneus' gebruikt. De elektrische twee- en vierwagenstellen werden afgeleverd tussen 1948 en 1952. De laatste treinstellen werden in 1983 buiten dienst gesteld.

### Blauwe Engelen
Een hiervan afgeleide vormgeving kregen de dieselelektrische motorwagens en treinstellen Plan X die in 1953-'54 werden gebouwd, ook wel bekend als Blauwe Engelen. Zij konden met elkaar in treinschakeling rijden, maar niet met de oudere typen dieselektrisch stroomlijnmaterieel (Dieseldrie en Dieselvijf). Eén sterk afwijkend motorrijtuig, bijgenaamd Kameel, was directie- en inspectierijtuig van de NS en kon in later jaren ook als "VIP-rijtuig" worden gehuurd.

### Hondekop
In 1954 werd een nieuwe generatie 2- en 4-delige treinstellen besteld, het Materieel '54, dat een geheel andere kopvorm kreeg. Dit materieel met de algemeen gebruikte bijnaam Hondekop behoort als laatste nog tot de generatie van het 'echte' stroomlijnmaterieel, omdat het daarmee in treinschakeling kon rijden.
Een aparte serie blauwe tweerijtuigstellen met dezelfde 'hondekop' (Materieel '57) van NS en NMBS voor de Beneluxtrein Amsterdam-Brussel kon op het Nederlandse spoorwegnet in treinschakeling rijden met alle hierboven genoemde typen elektrisch NS-stroomlijnmaterieel.

### Latere ontwikkelingen
De latere modellen, te beginnen met de treinstellen Plan U en plan T en V, worden in het spraakgebruik niet meer als "het stroomlijnmaterieel" aangeduid, hoewel ook zij een stroomlijnvorm hebben. Zij konden niet meer gekoppeld rijden met de oudere stroomlijnstellen, zowel door de hogere plaatsing van de Scharfenbergkoppelingen (alleen bij Plan T en V), als door de modernere rijkarakteristiek.

### Inzet

#### Vooroorlogse inzet
Het stroomlijnmaterieel is meer dan 60 jaar in dienst geweest en is in de twintigste eeuw lange tijd beeldbepalend geweest op het spoorwegnet. De eerste generatie elektrisch stroomlijnmaterieel (Mat '35 en Mat '36) werd toen specifiek gebouwd voor de spoorlijnen die in de jaren '30 werden geëlektrificeerd, dat ging toen om de Hoekse Lijn en om het Middennet. De dieselelektrische DE3 was ook voor de dienst op het Middennet gebouwd en reed daar al vanaf 1934.
Na de elektrificatie van het Middennet in 1938 werd de dieselelektrische DE3 onder andere ingezet op de toen grotendeels niet-geëlektrificeerde verbindingen van Amsterdam/Rotterdam/Den Haag naar Groningen/Twente. Dat werd ook beoogd voor de DE5, de langere en verbeterde versie van de DE3 die, net voor het uitbreken van de Tweede Wereldoorlog in Nederland, werd afgeleverd.

#### Naoorlogse inzet
Het lange vijfdelige elektrische stroomlijntype Mat '40 werd (zeker na de Tweede Wereldoorlog, en tot circa 1965) ingezet op de drukke Oude Lijn Amsterdam-Rotterdam, en verder. Tijdens de wederopbouw speelde het toen nieuwe Mat '46 een belangrijke rol op de eerste spoorlijnen die na de Tweede Wereldoorlog werden geëlektrificeerd. Zo verzorgde het Mat '46 vanaf 1949 samen met het Mat '36 de diensten op de lijnen naar Zuid-Limburg en vanaf 1951 ook naar Twente. Vanaf 1953 reed dit materieel ook op de IJssellijn Arnhem-Zwolle. Maar op de in 1952 geëlektrificeerde lijnen naar Groningen en Leeuwarden werden ook nieuwe getrokken treinen ingezet, aanvankelijk met de nieuwe rijtuigen Plan D. Door de toen nieuwe rijtuigen Plan E die vanaf medio jaren '50 op de langere afstanden naar Zuid-Limburg en Twente werden ingezet, kwam het toenmalige stroomlijnmaterieel vrij voor de elektrische diensten op de kortere afstanden en op de stoptreindienst. Dat het toenmalige stroomlijnmaterieel door onder meer de Jacobsdraaistellen minder goede rijeigenschappen had, was een extra reden voor deze verschuiving.   Door de voortgaande elektrificatie van de hoofdlijnen kwam het juist voor die hoofdlijnen gebouwde vooroorlogse diesel-stroomlijnmaterieel, de DE3 en de nog langere DE5, steeds meer terecht op minder belangrijke verbindingen. De diensten op de minst drukke niet-geëlektrificeerde verbindingen werden vanaf de periode 1953-1955 echter verzorgd door de toen nieuwe Blauwe Engelen die met hun kortere lengte een meer passender capaciteit hadden voor de nevenlijnen: de DE1 en de DE2. Op zowel de drukke als minder drukke secundaire spoorlijnen die niet zouden worden geelektrificeerd verving dat oudere en het nieuwe stroomlijn-dieselmaterieel de stoomtrein, waardoor de rol van de stoomtrein voor de reizigersdienst steeds kleiner werd. De rol van stoomtreinen werd daardoor meer en meer beperkt tot internationale treinen of speciale treinen zoals militairen-treinen of voortreinen.
Het laatste stroomlijntype, de Hondekop, dat vanaf 1956 instroomde had in tegenstelling tot het Mat '40 en het Mat '46 betere draaistellen (onder andere geen Jacobsdraaistellen), en in tegenstelling tot Mat '36 een beter remsysteem (geen platte wielen meer), waardoor de Hondekop een veel rustiger loop had. De Hondekoppen vervingen ook daarom op de lange afstand, net zoals de rijtuigen Plan E, de oudere typen elektrisch stroomlijnmaterieel, dat daarna op de kortere afstanden ook de diensten van het Mat '24 (de elektrische Blokkendozen/het buffermaterieel) kon gaan overnemen. Vooral het Mat '36 kwam daardoor in de jaren '60 steeds meer op de minder belangrijke elektrische treindiensten terecht zoals stoptreinen en speciale treinen zoals kindertreinen. Het Mat '46 verzorgde ook stoptreindiensten maar ook de dienst op de lange afstandsverbinding Zwolle-Roosendaal-Vlissingen en het Mat '46 versterkte op sommige andere sneltreindiensten ook het Hondekop-materieel, bijvoorbeeld tijdens de spitstijden. Het Mat '46 behield daarmee langer (tot rond 1980) een ondersteunende rol in de sneltreindiensten en op de lange afstandsdiensten.

#### Einde inzet en vervanging
Het elektrische Mat '36 zou (vooral) in de jaren ' 60 vervangen worden door het (niet-stroomlijnmaterieel) Mat '64. Mat '40 werd begin jaren '70 eveneens vervangen door het Mat '64. Het Mat '46 zou uiteindelijk in 1983 vervangen worden door de Sprinters. De Mat '54-Hondekop verdween in de jaren '80 door de Koplopers uit de lange en belangrijke Intercitydiensten van Amsterdam/Den Haag/Rotterdam naar Leeuwarden/Groningen/Enschede (de zogenaamde 'NoordOost'). De Hondekoppen zouden daarna wel in dienst blijven vanwege de invoering van de OV-studentenkaart in 1991 en de algemene groei van het aantal treinen zoals ook voorzien werd in het plan Rail 21. In het kader van dat plan werd wel nieuw materieel besteld dat in de jaren '90 geleverd zou worden. De oudste Hondekoppen werden door de komst van meer Koplopers, en van het DD-AR, in 1993 vervangen. Met de komst van meer dubbeldekkers zoals het DD-IRM konden de laatste Hondekoppen, en daarmee het laatste elektrische stroomlijnmaterieel, in 1996 uit dienst gaan.
Het eerste en daarmee oudste diesel-elektrisch stroomlijnmaterieel 
Mat '34 (DE3) was begin jaren '60 vervangen door het Plan U. De DE5 kon door voortgaande elektrificatie en door inzet van de (al bestaande) rijtuigen Plan E en diesellocs op de niet-geelektrificeerde baanvakken in de eerste helft van de jaren '70 uit dienst genomen worden. De DE1 en de DE2 werden in Noord-Nederland in de eerste helft van de jaren '80 vervangen door de Wadlopers. Door renovatie (met totaal andere banken en beschildering) kon een aantal stellen van het type DE2 tot 1998 in dienst blijven totdat ze vervangen werden door het DM '90. Daarmee was, na circa 64 jaar, een einde gekomen aan de inzet van stroomlijnmaterieel bij de NS. Een paar treinstellen werden overgenomen door Oostnet/Connexxion en het laatste DE2-treinstel reed tot juni 2002 op de verbinding Almelo - Marienberg.
ZHESM-materieel · Mat '24 · Verbrandingsmotorrijtuigen omBC · Stroomlijnmotorrijtuig omBC · Blauwe Engel · Kameel · Motorpost · DH 1 (Wadloper) · mDDM